# Stephane de Oliveira
Stephane Oliveira (n. Genebra, 27 de Maio de 1984) é um argumentista, escritor e realizador português.
Foi guionista e assistente de realização do telefime Almas Penadas da (RTP) e escreveu e produziu três filmes nomeados para o Fantasporto na categoria de Cinema Português: "Last Seconds" (2015), "Sr. X" (2017), ambas curtas-metragens, e a longa-metragem "Toponímia - As Memórias do Porto" (2021), em que para além do argumento, foi autor de poemas narrados por Alfredo, uma personagem imaginária e onírica, e um guia sem idade. 
Stephane de Oliveira foi o autor e argumentista por trás do documentário "Um Dia de Futebol", exibido na RTP Memória e na Netflix, e realizador de "Taça de Portugal: Os Vencedores Improváveis", também disponível naquela plataforma. Para além disso, foi produtor de vários videoclipes, entre os quais "Rosinha dos Limões" da banda Fado Violado e "Assim não dá" de Mundo Segundo, Jimmy P. e JêPê.
Licenciado em Ciências da Comunicação e com Mestrado em Cinema na Universidade da Beira Interior, frequentou o Laboratório de Humor das Produções Fictícias em 2004, tendo escrito alguns contos para a coletânea "Côdeas de". Escreveu o poema "Indefinições" que esteve incluído no III livro de antologia de Poesia Brasileira Contemporânea da Chiado Editora, “Além da Terra, Além do Céu”. Foi ainda autor do livro "Ensaio Sobre a Estupidez", e foi jornalista e cronista de diversos periódicos.